# عناصر المجموعة الثالثة
| Group  | 3     |
| الدورة |       |
| 4      | 21 Sc |
| 5      | 39 Y  |
|        |       |

| لانثينيدات |
| أكتينيدات  |

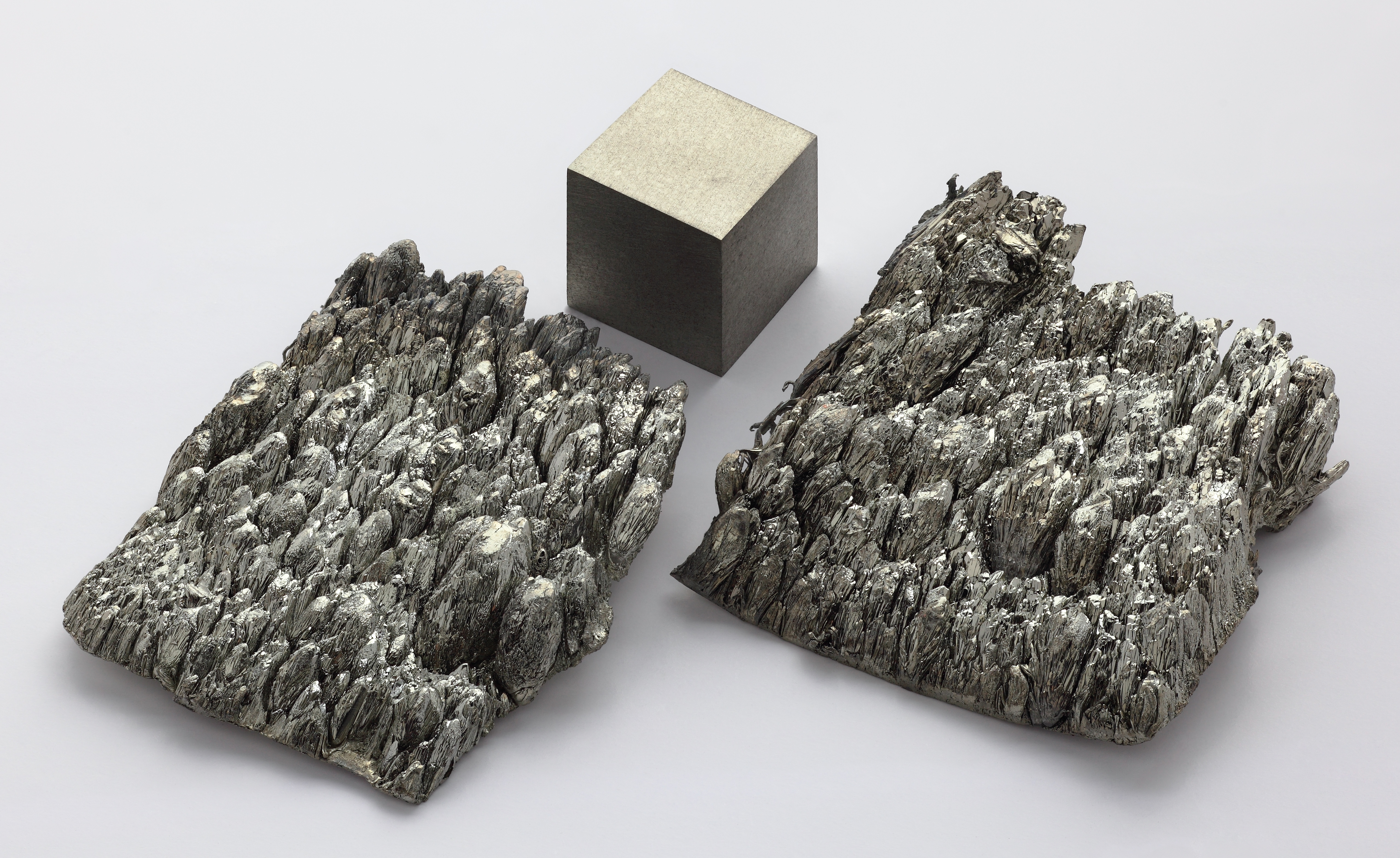

عناصر المجموعة الثالثة هي العناصر الموجودة بالجدول الدوري للعناصر في المجموعة الثالثة (طبقا لشكل الاتحاد الدولي للكيمياء البحتة والتطبيقية) وهي :
- سكانديوم (21)
- إيتيريوم (39)
- لانثانوم (57) - لوتيتيوم (71)
- أكتينيوم (89) - لورنسيوم (103)

العناصر السابقة كلها يتم وضعها في المجموعة الثالثة نظرا لأنها تحتوى على 3 إلكترونات في غلافها الأخير. السكانديوم والإيتيريوم واللانثينيدات (فيما عدا البروميثيوم) يمكن ان توجد طبيعيا، وإن كانت بنسب قليلة في القشرة الأرضية ويطلق عليها فلزات قلويات ترابية. البروميثيوم (61) والنبتونيوم (93) مع اللورنسيوم يمكن أن يتم تصنيعهم في المعمل ولا يتواجدوا في الطبيعة.
| تفسير الألوان للجدول الموجود على اليسار: | فلزات انتقالية s | لانثينيدات | أكتينيدات |

تفسير ألوان الرقم الذري: في درجة الحرارة العادية ; اللون الأحمر يوضح العناصر التي يتم تصنيعها ولا توجد في الطبيعة.

## وصلات خارجية
http://www.iupac.org/reports/periodic_table/index.html